# Sweet Home (Oregon)
Pour les articles homonymes, voir Sweet Home.
Sweet Home est une municipalité américaine située dans le comté de Linn en Oregon. Lors du recensement de 2010, sa population est de 8 925 habitants.

## Géographie
Située à proximité de la forêt nationale de Willamette, la municipalité s'étend sur 5,75 milles carrés (14,89 km2), dont 0,45 milles carrés (1,17 km2) d'étendues d'eau.

## Histoire
Le nom de la ville signifie « douce maison » ou « doux foyer ». Il lui est attribué par Lowell Ames, un pionnier qui y installa sa cabane, entourée de collines, dans les années 1840. Sweet Home devient une municipalité le 10 février 1893.
L'économie de la ville est historiquement liée à l'industrie du bois.

## Démographie
La population de Sweet Home est estimée à 9 418 habitants au 1er juillet 2016, pour environ 3 540 ménages.
Sweet Home connaît une certaine pauvreté. Le revenu par habitant était en moyenne de 16 970 dollars par an entre 2012 et 2016, bien inférieur à la moyenne de l'Oregon (28 822 dollars) et celle nationale (29 829 dollars). Sur cette même période, 25,9 % des habitants de Sweet Home vivaient sous le seuil de pauvreté (contre 15,3 % dans l'État et 12,7 % à l'échelle des États-Unis). Par ailleurs, la portion de personnes de moins de 65 ans avec une invalidité (21,9 %) ou n'ayant pas d'assurance santé (14,7 %) est le double de la moyenne de l'Oregon (10,3 % et 7,3 %).
La répartition ethnique était de 93,3 % d'Euro-Américains et 6,7 % d'autres groupes ethniques.